# 高山麻美
高山 麻美（たかやま まみ、1976年6月18日 - ）は、東京都出身の女優、タレント、モデル。サンミュージックブレーン所属。

## 略歴・人物
1998年、サンミュージック主催による新人タレントオーディションでマルチ部門を入賞し、同事務所所属のタレントとしてデビュー。
趣味はショッピング、散歩、動物と触れ合うこと、歌を唄うこと。

## 主な出演作品

### テレビドラマ
- 星獣戦隊ギンガマン（1998年、テレビ朝日）
- はぐれ刑事純情派（1999年、テレビ朝日）
- 恋愛詐欺師（1999年、テレビ朝日）
- 平成夫婦茶碗 〜ドケチの花道〜（2000年、日本テレビ）
- 天使が消えた街（2000年、日本テレビ）
- 明日があるさ（2001年、日本テレビ）
- Fighting Girl（2001年、フジテレビ）
- 時空警察ヴェッカーD-02（2002年、テレビ朝日） - 第1話・水田まり役
- ナースマン（2002年、日本テレビ） - 伊藤奈津美役
- 金曜エンタテイメント えなりかずきの少年探偵 事件でござる（2002年、フジテレビ）

### DVD
- 怪人 青山薫のこれがゴルフレッスンだ! 〜初めてのコースデビュー〜（2006年、ローランズ・フィルム）

### CM
- たかの友梨ビューティークリニック X'mas song編（1998年）
- 雪印 とってもゼリー（1999年）
- ロッテ チューイングライフ（1999年）
- サッポロビール 生搾りtotoキャンペーン（2001年）
- 山崎ナビスコ チップスター・やすらぎグッズプレゼントキャンペーン（2003年）
- めいほうぐるーぷ (2004年）
- 明治製菓 うすまきアーモンド（2005年）
- オリエンタルランド ディズニークリスマス（2005年）

## ビデオ・DVD
- IDOL BEAMS 2001 Vol.1 FEELING PURITY - Fragrance Of The Sea（2001年、BMG）

## モデル活動

### 広告
- 多摩川競艇キャンペーンガール・TAMAGAWA三人娘（1999年〜2001年）

### PV
- 日本航空 成田〜グアム間機内PV（2002年）